# Мак-Крири (округ)
Мак-Кри́ри (англ. McCreary County) — округ в штате Кентукки, США. Официально образован в 1912 году. По состоянию на 2010 год, численность населения составляла 18 306 человек.

## География
По данным Бюро переписи США, общая площадь округа равняется 1116,291 км2, из которых 1105,931 км2 суша и 10,619 км2 или 1,000 % это водоёмы.

### Соседние округа
- Пьюласки  (север)
- Лорел  (северо-восток)
- Уитли  (восток)
- Кэмпбелл, штат Теннесси  (юго-восток)
- Скотт, штат Теннесси (юг)
- Уэйн  (запад)

## Население
По данным переписи населения 2000 года в округе проживает 17 080 жителей в составе 6 520 домашних хозяйств и 4 753 семей. Плотность населения составляет 15,00 человек на км2. На территории округа насчитывается 7 405 жилых строений, при плотности застройки около 6,60-ти строений на км2. Расовый состав населения: белые — 97,99 %, афроамериканцы — 0,63 %, коренные американцы (индейцы) — 0,42 %, азиаты — 0,02 %, гавайцы — 0,01 %, представители других рас — 0,20 %, представители двух или более рас — 0,73 %. Испаноязычные составляли 0,62 % населения независимо от расы.
В составе 35,70 % из общего числа домашних хозяйств проживают дети в возрасте до 18 лет, 54,50 % домашних хозяйств представляют собой супружеские пары проживающие вместе, 13,80 % домашних хозяйств представляют собой одиноких женщин без супруга, 27,10 % домашних хозяйств не имеют отношения к семьям, 24,70 % домашних хозяйств состоят из одного человека, 8,40 % домашних хозяйств состоят из престарелых (65 лет и старше), проживающих в одиночестве. Средний размер домашнего хозяйства составляет 2,55 человека, и средний размер семьи 3,03 человека.
Возрастной состав округа: 27,70 % моложе 18 лет, 9,80 % от 18 до 24, 28,20 % от 25 до 44, 23,70 % от 45 до 64 и 23,70 % от 65 и старше. Средний возраст жителя округа 34 лет. На каждые 100 женщин приходится 96,90 мужчин. На каждые 100 женщин старше 18 лет приходится 93,80 мужчин.
Средний доход на домохозяйство в округе составлял 19 348 USD, на семью — 22 261 USD. Среднестатистический заработок мужчины был 20 823 USD против 15 575 USD для женщины. Доход на душу населения составлял 9 896 USD. Около 26,10 % семей и 32,20 % общего населения находились ниже черты бедности, в том числе — 40,50 % молодежи (тех, кому ещё не исполнилось 18 лет) и 27,30 % тех, кому было уже больше 65 лет.